# Stavgalax

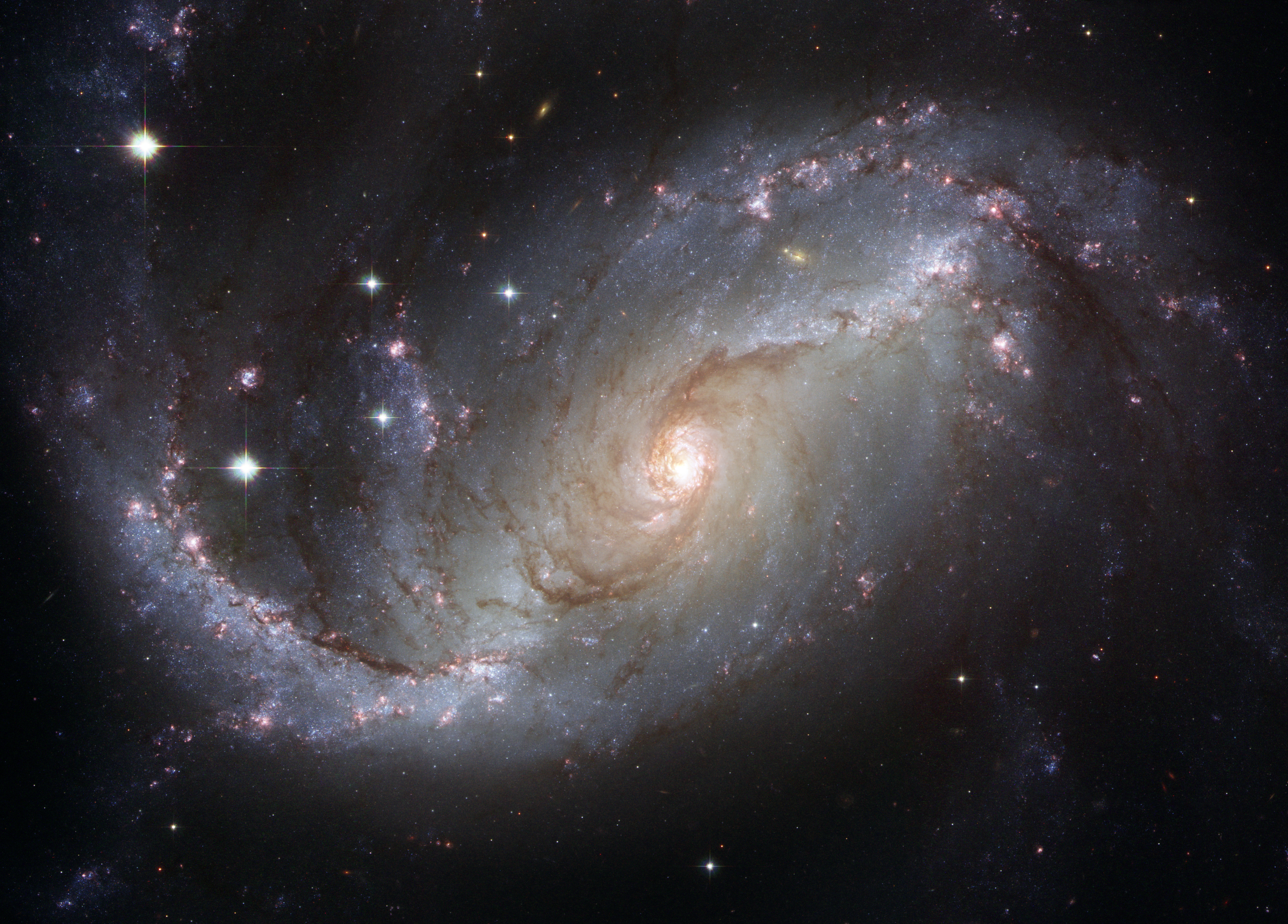
Stavgalaxen NGC 1672, som ligger 60 miljoner ljusår från jorden, sedd från Hubbleteleskopet.

En stavgalax är en spiralgalax där armarna utgår från en stavformig (i stället för en klotformig) kärna. Typiska exempel är M83, M95 och M109. Stavar finns i ungefär två tredjedelar av alla spiralgalaxer i det lokala universumet, och påverkar generellt både stjärnornas och interstellär gasens rörelser inom spiralgalaxer och kan även påverka spiralarmar. Vintergatan, där solsystemet är beläget, klassificeras som en stavspiralgalax.
Edwin Hubble klassificerade spiralgalaxer av denna typ som "SB" (spiral, barred) i sin Hubbleserie och arrangerade dem i underkategorier baserat på hur öppna spiralens armar är. SBa-typer har tätt bundna armar, medan SBc-typer befinner sig i den andra extremen och har löst bundna armar. SBb-typgalaxer ligger mittemellan de två. SB0 är en stavgalax med linser. En ny typ, SBm, skapades senare för att beskriva något oregelbundna stavspiraler, som de magellanska molnen, som en gång klassificerades som oregelbundna galaxer, men som sedan dess har visat sig innehålla stavspiralstrukturer. Bland andra typer i Hubbles klassificeringar för galaxerna finns spiralgalaxen, den elliptiska galaxen och den oregelbundna galaxen. År 2005 bekräftade mätningar med Spitzerteleskopet tidigare teorier om att Vintergatan skulle vara en stavspiralgalax.
Även om teoretiska modeller för galaxbildning och evolution tidigare inte hade förväntat sig att galaxer skulle bli tillräckligt stabila för att hysa stavar mycket tidigt i universums historia, har bevis framkommit för existensen av ett flertal spiralgalaxer i det tidiga universum. 

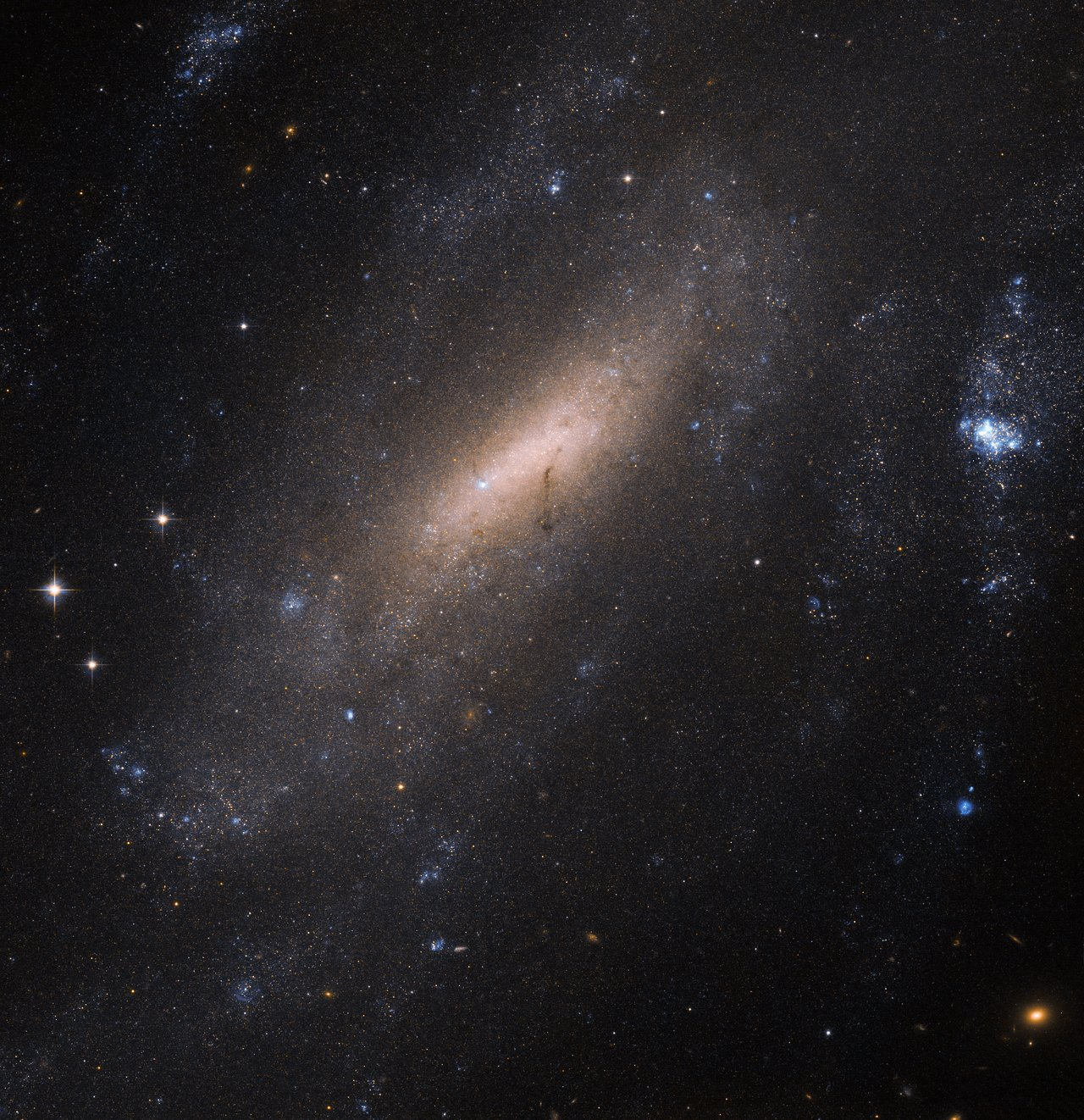
Stavspiralgalaxen IC 5201, belägen mer än 40 miljoner ljusår från jorden. Den upptäcktes av Joseph Lunt.

## Stavar

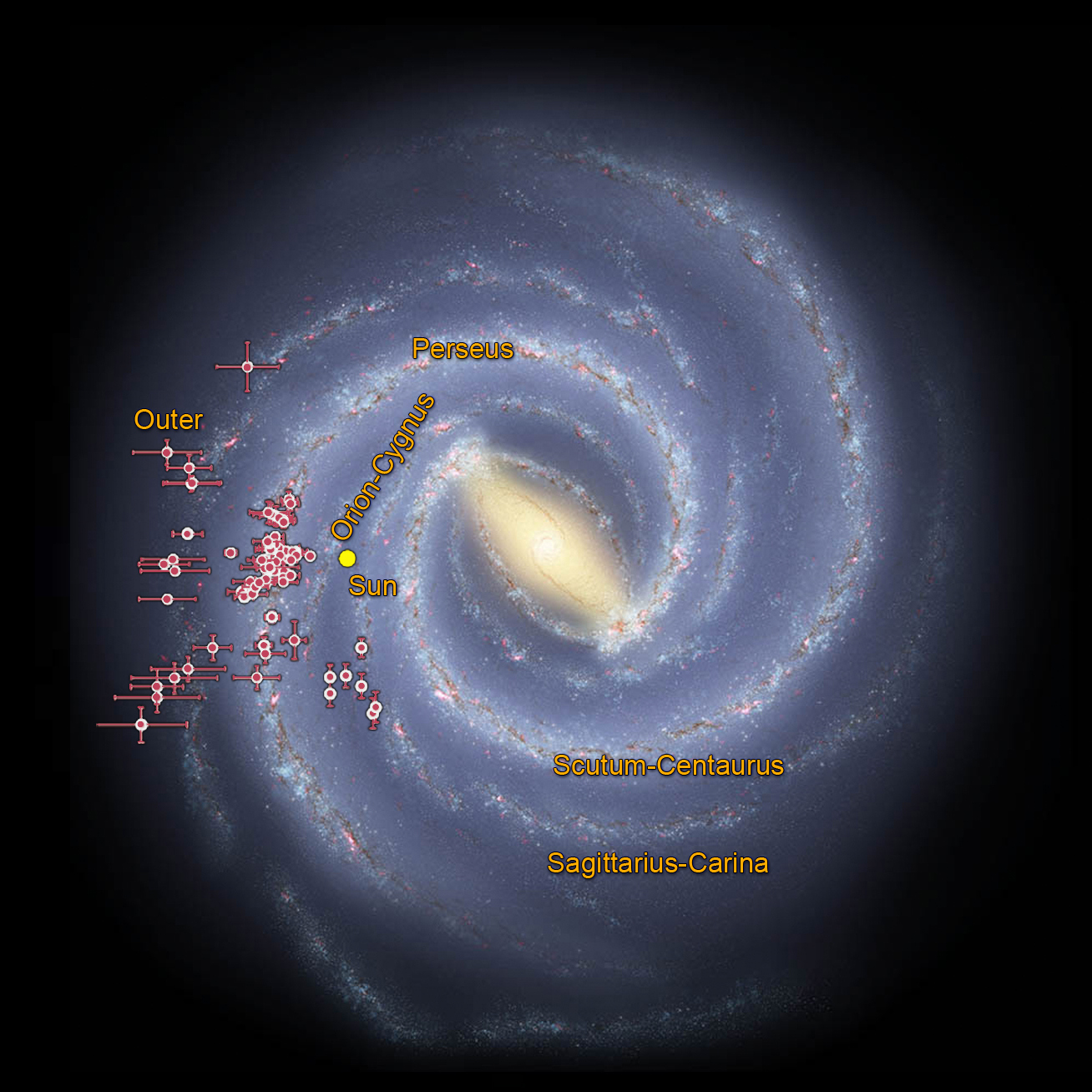
Vintergatans spiralarmar – baserat på WISE-data.

Stavgalaxer är tydligen dominerande, och undersökningar visar att upp till två tredjedelar av alla spiralgalaxer utvecklar en stav. Skapandet av staven tros allmänt vara resultatet av en densitetsvåg som strålar ut från galaxens centrum vars effekter omformar banorna för de inre stjärnorna. Denna effekt byggs upp över tid till stjärnor som kretsar längre ut, vilket skapar en självförstärkande stavstruktur.
Stavstrukturen tros fungera som en sorts stjärnbarnkammare, som kanaliserar gas inåt från spiralarmarna genom banresonans, vilket driver stjärnbildning i närheten av dess centrum. Denna process tros också förklara varför många stavspiralgalaxer har aktiv galaxkärna, som den som ses i den Södra Vindsnurregalaxen (Messier 83).
Stavar tros vara tillfälliga fenomen i spiralgalaxers liv. Stavstrukturerna förfaller med tiden och omvandlar galaxer från stavspiraler till mer "regelbundna" spiralmönster. Förbi en viss storlek äventyrar stavens ackumulerade massa stabiliteten hos den övergripande stavstrukturen. Simuleringar visar att många stavar sannolikt upplever en "buckling"-händelse där en störning i stjärnornas omloppsresonanser i stavstrukturen leder till en inåtriktad kollaps där staven blir tjockare och kortare, även om den exakta mekanismen bakom denna bucklinginstabilitet fortfarande är hett debatterad. Stavspiralgalaxer med hög massa ackumulerad i dess centrum tenderar således att ha korta, stubbiga stavar. Sådana bucklingfenomen undertrycks och fördröjs avsevärt av närvaron av ett supermassivt svart hål i galaxens centrum men uppstår ändå.
Eftersom så många spiralgalaxer har stavstrukturer är det troligt att de är återkommande fenomen i spiralgalaxers utveckling. Den oscillerande evolutionära cykeln från spiralgalax till stavspiralgalax tros ta i genomsnitt cirka två miljarder år.
Genomförda studier har bekräftat idén att stavar är ett tecken på att galaxer når full mognad när de "formativa åren" tar slut. En undersökning från 2008 visade att endast 20 procent av spiralgalaxerna i det avlägsna förflutna hade stavar, jämfört med cirka 65 procent av deras lokala motsvarigheter.